# Кичма (филм)
Кичма је југословенски филм из 1975. године. Режирао га је Влатко Гилић, који је написао и сценарио.
Филм "Кичма" је био у службеном програму на филмском фестивалу у Кану 1977. године.
Филм Влатка Гилића је један од ретких хорор филмова југословенске кинематографије.

## Радња
Групу солитера сличних тврђави, једне ноћи обавија смог изазивајући панику међу станарима. Заједничка опасност открива истрошене међуљудске односе, себичност, недостатак љубави и враћа човеку смисао за универзалност значаја људске егзистенције, развија смисао за хуманизам али и саосећање са другим човеком.
Филм је о људима и необичној инфекцији која их тера на самоубиство. Није познато због чега у толикој мери људи окончавају своје животе. Микробиолог покушава да одгонетне шта је то што их тера да оду са овога света скупљајући узорке крви преминулих. У граду настаје хаос јер више немају где да држе лешеве па су одлучили да их спале па цео град постаје један велики крематоријум.

## Улоге
| Глумац                | Улога                     |
| --------------------- | ------------------------- |
| Драган Николић        | Павле Гвозденовић         |
| Предраг Лаковић       | Пепи                      |
| Мира Бањац            | Госпођа Шелић             |
| Милутин Бутковић      | Господин Докић            |
| Јелисавета Саблић     |                           |
| Нада Шкрињар          | Болесница                 |
| Мирољуб Лешо          | Павлов друг из мото клуба |
| Неда Спасојевић       | Јеленина девојка          |
| Ђорђе Јелисић         |                           |
| Рената Улмански       | Жена из кафане            |
| Драгомир Фелба        |                           |
| Данило Бата Стојковић | Човек из кафане           |
| Јелена Чворовић       |                           |
| Слађана Матовић       | Јелена                    |
| Станислава Јањић      | Ана Милановић             |
| Адам Чабрић           | Доктор 1                  |
| Слободан Цветановић   | Доктор 2                  |
| Владимир Маџар        | Доктор 3                  |
| Станислав Јанић       |                           |
| Јелка Уторник         |                           |

## Специјални гости
- Павле Стефановић - Спаљивач у крематоријуму
- Никола Гвозденовић - Сликар

## Културно добро
Југословенска кинотека је, у складу са својим овлашћењима на основу Закона о културним добрима, 28. децембра 2016. године прогласила сто српских играних филмова (1911-1999) за културно добро од великог значаја. На тој листи се налази и филм "Кичма".